# 전태건
전태건(1971년 2월 6일 ~)는 LG 트윈스의 전 야구 선수다. 보성고등학교를 졸업했다.

## 같이 보기
- 1991년 LG 트윈스 시즌